# Balbino Clemente
Balbino Clemente García, nacido en Vedra el 6 de septiembre de 1896, fue un futbolista español, que jugaba de centrocampista.

## Trayectoria
Comenzó a jugar en el Fortuna de Vigo en 1915. En 1917 fue fichado por el presidente del Real Betis Balompié, Carlos Alarcón de la Lastra, junto al vigués Barzallana. Después de una temporada, fichó por el Sevilla Fútbol Club, donde estuvo un año. En 1919 regresó al Fortuna.
Tras la fusión en agosto de 1923 del Fortuna y el Vigo Sporting nació el Real Club Celta, pasando Balbino a formar parte del primer equipo. Jugó en el equipo celeste hasta 1927, años en los que conquistó tres Campeonatos de Galicia.
El 18 de diciembre de 1921 jugó con la selección española en Madrid frente a Portugal. El 19 de noviembre de 1922 jugó el primer partido de la selección de fútbol de Galicia, con victoria frente a Castilla por 4 a 1 en el campo de Coya. Posteriormente jugaría varios partidos más con el combinado gallego.